# تابع مهمل
التابع المهمل هو لفظ مهمل يأتي بعد لفظ آخر مستعمل وذلك من باب الإتباع.